# Френсіс Дворнік
Френсіс (Франтішек) Дворнік (чеськ. František Dvorník; 14 серпня 1893, село Хоміж, Моравія — 4 листопада 1975, Хоміж) — американський священик, історик, славіст і візантолог чеського походження.

## Біографія
Народився 14 серпня 1893 року в моравському селі Хоміж. Коли хлопчик підріс, то виявив такі здібності, що йому призначили священицьку кар'єру — звичайний шлях соціального сходження за тих часів.
У 1912 році Дворнік вступив на Кирило-Мефодіївський Теологічний факультет в Оломоуці. 1916 року він був висвячений на священика і кілька подальших років опікувався своєю німецькомовною сільською паствою. У 1919 році він був зарахований до Карлового університету в Празі, а через рік переїхав до Парижа.
Саме в Сорбонні під керівництвом Шарля Діля він сформувався як візантиніст. Одначе, він не облишив ні свої слов'янознавчі студії, які він продовжив в Інституті слов'янських досліджень, ні свій інтерес до політичних справ, який 1923 року приніс йому диплом Школи політичних наук.
Його дисертація на докторський ступінь (Doctorat-és-Lettres) з'явилася 1926 року її назва «Слов'яни, Візантія і Рим» відбивала напрямок його подальших досліджень протягом всього життя, а видання уславило молодого вченого. У книжці йдеться про вплив слов'янських вторгнень на церковну організацію на Балканах, місію Кирила й Мефодія і про змагання Рима, Константинополя і Франкської імперії за Болгарію, чия територія частково збігалася з церковною провінцією Іллірією.
Двома роками пізніше, у 1928 році, Дворнік став професором Карлового університету. Його увагу тепер привернуло одне з головних джерел, використаних у дисертації, а саме слов'янські Житія Кирила й Мефодія. Наслідок його досліджень з'явився 1933 року під назвою «Легенди про Костянтина і Мефодія з погляду Візантії» (перевидано 1969 р.). Це було перше з двох найбільших досягнень його наукового життя. Назва книжки засвідчувала метод автора — вивчення Житій не з погляду Моравії як місця призначення апостолів, а з погляду Константинополя, де їхня місія розпочиналася і була задумана. Мета книжки могла полягати в подоланні сумнівів, висловлених щодо Житій західними вченими, і зокрема відомим берлінським професором Олександром Брюкнером, але підхід був обґрунтованим, бо Житія справді є такою ж мірою зразками візантійської літератури, як і слов'янської. Дворнік не тільки встановив достовірність цих двох найдавніших літературних свідчень, написаних слов'янською, але й збагатив наші знання про візантійську політичну і культурну історію IX століття Усі його подальші роботи про Кирила й Мефодія були опрацюваннями здогадів 1933 року та інтегрували результати пізніших текстологічних і археологічних досліджень у систему, яку він тоді створив.
Друге видатне досягнення наукового доробку Дворніка полягало в поновній постановці Фотієвого питання, однієї з causes sélčbres (* Головні причини (фр.)) середньовічної історії. Із Середніх Віків Фотія завжди звинувачували у схизмі, яка розірвала шати церкви, але Фотій був ще й ученим мужем, учителем Кирила, Апостола слов'ян. Постать цього патріарха IX століття набула ваги в попередніх книжках Дворніка. Тепер він мав зазнати реабілітації. Книга «Фотієва схизма, історія й легенда» була в основному завершена французькою мовою до 1939 року, але не з'являлася до 1948 р., коли вийшла друком в Англії. В ній Дворнік висловив те, що відтоді стало давно відомим — відколи його погляди стали загальноприйнятими — але тоді це був виклик панівній думці щодо патріарха. З узурпатора патріаршого престолу й затятого супротивника Рима, двічі відлученого папою від церкви, Фотій перетворився на помірковану особу, яка примирилася зі своїм попередником і вдруге папою не відлучалася. Ці відомості, як і заява, що антиФотіївський собор 869–870 років був вселенським, виявилися, як показав Дворнік, середньовічним фабрикуванням. В одному місці своєї праці, Дворнік зробив завуальоване припущення, що Фотій, православний святий, міг би заслуговувати на канонізацію також і католицькою церквою. Католицька церква сприйняла ці нові погляди, хоча й добре порадившись, перш ніж це зробити. По-перше, інші католицькі вчені почали незалежно приходити до подібних Дворнікових висновків, навіть якщо їхнім роботам і не вистачало широти його всеохопного погляду; по-друге, мінялося ставлення Риму до Сходу. Врешті-решт, спершу бентежливі думки монсеньйора Дворніка були санкціоновані, оскільки його було призначено радником Підготовчої комісії Другого Ватиканського собору.
Завдяки політичному чуттю Дворніка було збережено рукопис Фотія. Події 1938 року застали його за кордоном, і після окупації Гітлером Праги у 1939 році він урвав свої зв'язки з Чехословаччиною. З цим рукописом у 1940 році він утік з Франції до Англії і провів роки війни і кілька наступних, поділяючи свій час між обов'язками капелана евакуйованого до Суссексу монастиря, і студіями в Британському музеї: там він переробив свого Фотія і написав книжку «Творення Центрально-Східної Європи». У цій праці, виданій 1949 року, він торкнувся того факту, що в Центрально-Східній Європі ніколи не постала велика слов'янська держава; внаслідок цього, бракувало зв'язку між Сходом і Заходом, і Київська Русь, попри свої ранні зв'язки із Заходом, повернулася до своїх візантійських наставників. Книга стосується періоду X-XIII століть.
У 1948 Дворніка запросили до Думбартон Оукс як професора за сумісництвом, і він, таким чином, потрапив до орбіти Гарварду. Постійне призначення в Думбартон Оукс наступного року, коли він став професором з візантійської історії, стало початком останнього, довгого, стабільного й незворушного періоду його життя. Він мав змогу присвятити себе праці й випустив низку визначних книжок, присвячених основній темі його досліджень, а саме «Ідея апостоличності у Візантії та Легенда про Апостола Андрія» (1958), «Вселенські собори» (1961), «Візантія й Римська першість» (1964), «Рання християнська й візантійська політична філософія. Походження й тло» (1966), «Візантійські місії серед слов'ян: Святі Костянтин-Кирило й Мефодій» (1970). Водночас він дуже прислужився Думбартон Оукс і Гарварду. Особливо він переймався проблемами бібліотеки Думбартон Оукс, чиє зібрання тоді швидко зростало, і часто брав участь у щорічних симпозіумах, двома з яких він керував або допомагав керувати. Двічі, у 1951 та 1956 роках, він читав курси в Кембриджі; завдяки цьому досвідові він усвідомив потребу всебічної праці зі слов'янської історії для англомовних студентів. Його два томи, «Слов'яни: їх давня історія та цивілізація» та «Слов'яни в європейській історії та цивілізації», опубліковані відповідно в 1956 і в 1962 рр., ґрунтувалися на його гарвардських лекціях.
Його відставка у 1964 р. не позначилася на умовах і ритмові його праці. Він залишився мешкати в Думбартон Оукс.

## Творчий доробок
Науковий доробок Дворніка не тільки надзвичайно великий — 18 книжок і монографій без урахування перекладів та уточнених перевидань, понад 130 статей і понад 60 рецензій, — але й дуже розмаїтий, від монографії про св. Вацлава до історії вселенських соборів. Тим не менш, Дворнік у своїх працях ніколи не відступав від трьох головних предметів, взаємопов'язаних між собою: ранні зв'язки між Візантією та слов'янами, що вилилися в місію Кирила й Мефодія; стосунки між православ'ям і Римом аж до історії Фотієвої схизми, які він вивчав з надією, що об'єктивне наукове опрацювання прискорить відновлення єдності церков; нарешті, середньовічні витоки подальшого розвитку Східно-Центральної Європи.
Помер у 82-річному віці 4 листопада 1975 року, в тому самому місці, де й народився — у батьківській домівці, у своєму рідному селі, коли приїхав на відвідини зі Сполучених Штатів. Був похований в родинній могилі.
У 1992 році Френсіс Дворнік удостоєний посмертно ордена Масарика III ступеня.